# Triplophysa markehenensis
Triplophysa markehenensis és una espècie de peix de la família dels balitòrids i de l'ordre dels cipriniformes.

## Morfologia
Els mascles poden assolir els 11,9 cm de longitud total.

## Distribució geogràfica
Es troba a la Xina: Qinghai, Sichuan i Yunnan.